# Horst Ebert (Fußballspieler, 1929)
Horst „Vatti“ Ebert (* 22. Januar 1929; † 19. September 2015) ist ein ehemaliger deutscher Fußballspieler. Er spielte neun Jahre lang in den obersten Fußball-Ligen Ost- und Westdeutschlands. In der DDR-Oberliga spielte er für die BSG Turbine Halle, mit der er 1952 DDR-Meister wurde. In der Oberliga Nord spielte er für Werder Bremen und den VfL Wolfsburg.

## Sportliche Laufbahn
Nachdem sich die Betriebssportgemeinschaft (BSG) Lokomotive Halle 1950 weder für die neue zweitklassige DDR-Liga noch für die Landesliga qualifizieren konnte, wechselte ihr Stürmer Horst Ebert zu Beginn der Saison 1950/51 zum Lokalrivalen und Oberligisten BSG Turbine Halle. Der Ostzonenmeister von 1949 hatte 1949/50 in der ersten Saison der Oberliga des Deutschen Sportausschusses nur einen enttäuschenden fünften Platz erreicht. Auch unter Mitwirkung von Horst Ebert trat in der Saison 1950/51 keine Verbesserung ein, unter 18 Teams landete Turbine am Ende nur auf Rang sechs. Für die Saison 1951/52 galt Turbine Halle aufgrund seiner hervorragend besetzten Mittelfeldreihe als Meisterschaftsanwärter. In der über 36 Runden laufenden Saison konnten die Hallenser die Erwartungen erfüllen und wurden nach 21 Siegen bei nur vier Niederlagen souverän Meister. Dabei war Horst Ebert, der alle Punktspiele bestritt und mit neun Treffern zu den gefährlichsten Angreifern gezählt hatte, einer der Aktivposten. Er wurde in der Regel als Rechtsaußenstürmer eingesetzt. Neben den Punktspielen absolvierte Ebert ein Spiel mit der Landesauswahl Sachsen-Anhalt.
In der folgenden Spielzeit 1952/53 erlebte Turbine einen bösen Absturz. Obwohl mit fast unverändertem Kader spielend, entgingen die Hallenser nur knapp dem Abstieg aus der Oberliga, in der sie zu Saisonschluss unter 17 Mannschaften nur 13. wurden. Als im Sommer auch noch die Enttäuschung über die Niederschlagung des Volksaufstandes vom 17. Juni 1953 hinzukam, verließen zahlreiche Spieler die Mannschaft in Richtung Westdeutschland. Unter den vier Akteuren, die sich dem norddeutschen Oberligisten Werder Bremen anschlossen, gehörte auch der 24-jährige Horst Ebert. Er blieb bis 1957 bei Werder und erreichte mit Rang drei in der Oberliga Nord in der Saison 1954/55 das beste Ergebnis. Zur Saison 1957/58 wechselte Ebert zum Ligakonkurrenten VfL Wolfsburg. Hier konnte er in seiner ersten Spielzeit Platz elf erreichen, ein Jahr später stiegen die Wolfsburger in die Amateurliga ab. Daraufhin beendete Horst Ebert im Alter von 30 Jahren seine neunjährige Laufbahn als Hochleistungs-Fußballspieler.